# 源光寺 (京都市)
源光寺（げんこうじ）は、京都市右京区常盤馬塚町にある臨済宗天龍寺派の尼寺。山号は常盤山。本尊は地蔵菩薩。

## 概要
京都六地蔵巡りの地蔵『常盤地蔵（もしくは常盤谷地蔵）』がある寺として知られており、毎年8月22・23日の両日には多くの参拝者で賑わっている。特に地蔵堂に安置される地蔵菩薩像は、上善寺にある姉子地蔵に対して乙子（おとご）地蔵とも呼ばれている。
また、常盤は源義経 の母・常盤御前 の生誕の地であり、常盤御前の晩年には境内に庵を営みその地で没したという伝承がある。境内東部には「源氏義経御母堂常盤御前御墓」と記された石塔がある。

## 歴史
寺伝によれば創建は嵯峨天皇第三皇子である左大臣源常（みなもと の ときわ）の山荘を寺に改めたものとされており、これが常盤の地名の由来とされている。常盤は古くより貴人の隠棲の場として用いられ、藤原為業や後深草天皇も一時隠棲したと伝えられる。
当初は仁和寺の末寺であったが、安永7年（1778年）に尼真錐によって臨済宗に改められ、霊源禅師を請して中興開山された。

## 京都六地蔵について
平安時代初め小野篁が、一度冥土へ行った際に生身の地蔵尊を拝んだことで蘇った後、一木から六体の地蔵を彫りだしたという伝説がある。初めは大善寺に六体の地蔵尊が安置されていたが、平安時代末期の保元年間になり、六地蔵を深く信仰していた後白河天皇は京へ出入りする街道口にあたる6ヶ所に分けて安置するよう命じた。これを平清盛が西行 に実行させ、各街道に地蔵堂を立てたものが起源だとされている。常盤地蔵は、周山街道の入り口の守護のため、浄土宗常盤院（後の源光寺）に祀られたものと推測される。

## 現地情報
所在地
- 京都府京都市右京区常盤馬塚町1

交通アクセス
- 最寄り駅：京福電気鉄道北野線常盤駅下車後、徒歩約5分（南へ約400m）